# Planinarsko društvo Dilj gora
Planinarsko društvo "Dilj gora" iz Slavonskog Broda je udruga građana koja je osnovana davne 1924. godine. Tada malobrojni brodski planinari odlučili su među prvima u Hrvatskoj osnovati planinarsko društvo.

## Povijest društva
Začetnik planinarstva u Brodu je poznati brodski ljekarnik Eugen Šrepel s nekolicinom prijatelja, koji je tada izabran na čelo društva. Premda nema niti jedne „prave planine“ niti vrha višeg od 461 metra(Cinkovac i Degman), Dilj gora opčinila je ljepotom Šrepela i prijatelje koji su zajedno 1924. osnovali Planinarsko društvo "Dilj gora".
Broj planinara brzo je rastao, a 1935. godine izgrađen je i prvi planinarski objekt Torbarovo sklonište na Lipovici. Popularizirajući novi oblik druženja i aktivnosti, planinari su imali i knjižnicu, izložbe fotografija, poučna predavanja. Ideju da Pljuskara postane svojevrsni turistički centar, sa skloništem, bazenom i raznim sadržajima nisu uspjeli ostvariti, a gotovo pola stoljeća poslije (1984.) na Pljuskari su postavljeni temelji za brvnaru, međutim tek 2000. godine, nesebičnim radom brodskih planinara, niknula je planinarska kućica s terasom - najčešća destinacija planinara, gljivara, dobronamjernika i zaljubljenika u netaknutu prirodu. Planinarska kuća na Pljuskari temeljito je obnovljena zalaganjem brodskih planinara u jesen 2019. godine. 
Godine 1951. na korištenje planinarima dana je kuća sa zemljištem i hrastovom šumicom u Brodskom Vinogorju, na 169 metara nadmorske visine, koja je postala planinarski dom nazvan po jednom od osnivača planinarstva u Hrvatskoj, Brođaninu Đuri Pilaru. Danas je u vlasništvu grada Slavonskog Broda, a njime upravljaju planinari iz Planinarskog društva "Dilj gora", koji ga održavaju uz pomoć sponzora i donacija samih članova.

## Aktivnosti društva
Planinarsko društvo "Dilj gora" već tradicionalno organizira manifestaciju nazvanu "Od Ivane do Tadije" posvećenu velikim brodskim književnicima Ivani Brlić-Mažuranić i Dragutinu Tadijanoviću. Isto tako, društvo je u jesen 2020. godine u suradnji s Muzejom Brodskog Posavlja u Slavonskom Brodu organiziralo izložbu "Pljuskara - izvor života" na kojoj su posjetitelji mogli pobliže upoznati kanjon Pljuskare te razgledati fosilne ostatke ježinaca i drugih životinja nastalih na području nekadašnjeg Panonskog mora.
Društvo aktivno radi i na osposobljavanju i podučavanju planinara te su u posljednje tri godine(2018. i 2020. godine) organizirane čak dvije opće planinarske škole u skladu s pravilima Hrvatskog planinarskog saveza a za proljeće 2021. godine u planu je i održavanje male planinarske škole za učenike osnovnih škola
Današnji predsjednik društva je Vlado Lađarević, izabran na redovnoj izbornoj skupštini 2020. godine, a društvo ima oko 200-tinjak članova.

## Vanjske poveznice
- PD Dilj gora na Facebooku
- PD Dilj gora na YouTubeu
- PD Đuro Pilar na Planinarskom portalu
- EBrod Planinarsko društvo Dilj gora Slavonski Brod poziva na Manifestaciju koja spaja svijet planinarstva i književnosti, a posvećena je velikim književnicima Ivani Brlić-Mažuranić i Dragutinu Tadijanoviću